# 荏原中延駅
荏原中延駅（えばらなかのぶえき）は、東京都品川区中延二丁目にある、東急電鉄池上線の駅である。駅番号はIK04。

## 歴史

### 年表
- 1927年（昭和2年）8月28日：池上電気鉄道の駅として開設[1]。
- 1979年（昭和54年）12月1日：当駅 - 旗の台駅間連続立体交差事業工事着工[2][3]。
- 1989年（平成元年）3月19日：地下駅化[1]。

### 駅名の由来
開設当時の地名（荏原郡荏原町大字中延）に由来し、「荏原」町と大字の「中延」を複合させて荏原中延駅と命名された。
また、池上線の前身である池上電気鉄道と、大井町線の前身であるライバル会社の目黒蒲田電鉄との因縁で「荏原中延」と名付けられたと言う説もある。当時、池上電気鉄道は当駅を「中延駅」として設置する予定であったが、目黒蒲田電鉄が先に荏原町駅と中延駅を開設させたため、それに対抗して「荏原中延駅」にしたと言うものである。

### 連続立体交差事業
戸越銀座駅 - 当駅 - 旗の台駅間、総延長1,549mにおいて地上区間の池上線を約8.0 m掘り下げ、半地下化するものである。 これにより、13か所の踏切を除却した。
旗の台駅側は、旧旗ヶ岡駅跡を利用して仮線方式を採用した。しかし、戸越銀座駅側周辺は住宅地が密集しており、仮線用地を確保することが困難であった。このため、仮線用地を必要としない新しい工法「直下地下切替工法（STRUM（ストラム）：Shifting Track Right Under Method）」によって、地上線から地下線へ切替工事を行った。
切替区間は延長281.3 mで、撤去部103.2 m、縦取部121.5 m、扛上（）部56.5 mである。
切替当日、撤去部は現在の線路下へ挿入したパッキング材、仮枕木材またはサンドル材撤去により線路を降下させた他、クレーン車により工事桁撤去を行った。縦取部は、新設線に支障する工事桁をウインチにより、約250 m旗の台駅寄りへ移動させるものであり、本切替工事メインとなるものである。仮設桁には移動用走行台車が付いており、扛上部の工事桁を含めた重量は約418tである。
扛上部には門構（）を設置しており、工事桁を電動チェーンブロックにより約2.7 m 門構に吊上げ、縦取部工事桁に載せて同時に移動させた。移動させた縦取部、扛上部工事桁は後日撤去した。
この切替工事は大きな成功を収め、以後東横線大倉山駅 - 菊名駅間踏切除却立体交差工事、東横線と副都心線との乗入に伴う代官山駅付近地下化工事等で使用されている。

## 駅構造
相対式ホーム2面2線を有する地下駅。サービスマネジャー導入駅であるため、旗の台駅より遠隔監視している。

### のりば
| 番線 | 路線   | 方向 | 行先                         |
| ---- | ------ | ---- | ---------------------------- |
| 1    | 池上線 | 下り | 旗の台・雪が谷大塚・蒲田方面 |
| 2    | 池上線 | 上り | 五反田方面                   |

## 利用状況
2024年度（令和6年度）の1日平均乗降人員は12,777人である。
近年の1日平均乗降・乗車人員の推移は以下の通り。
| 年度               | 1日平均 乗降人員 | 1日平均 乗車人員 | 出典     |
| ------------------ | ---------------- | ---------------- | -------- |
| 1990年（平成02年） |                  | 7,534            | [ * 1 ]  |
| 1991年（平成03年） |                  | 7,546            | [ * 2 ]  |
| 1992年（平成04年） |                  | 7,400            | [ * 3 ]  |
| 1993年（平成05年） |                  | 7,340            | [ * 4 ]  |
| 1994年（平成06年） |                  | 7,197            | [ * 5 ]  |
| 1995年（平成07年） |                  | 7,139            | [ * 6 ]  |
| 1996年（平成08年） |                  | 6,973            | [ * 7 ]  |
| 1997年（平成09年） |                  | 6,901            | [ * 8 ]  |
| 1998年（平成10年） |                  | 6,674            | [ * 9 ]  |
| 1999年（平成11年） |                  | 6,511            | [ * 10 ] |
| 2000年（平成12年） |                  | 6,444            | [ * 11 ] |
| 2001年（平成13年） |                  | 6,335            | [ * 12 ] |
| 2002年（平成14年） | 12,567           | 6,222            | [ * 13 ] |
| 2003年（平成15年） | 12,448           | 6,199            | [ * 14 ] |
| 2004年（平成16年） | 11,989           | 6,107            | [ * 15 ] |
| 2005年（平成17年） | 12,050           | 6,137            | [ * 16 ] |
| 2006年（平成18年） | 12,292           | 6,263            | [ * 17 ] |
| 2007年（平成19年） | 12,443           | 6,314            | [ * 18 ] |
| 2008年（平成20年） | 12,563           | 6,364            | [ * 19 ] |
| 2009年（平成21年） | 12,522           | 6,329            | [ * 20 ] |
| 2010年（平成22年） | 12,650           | 6,397            | [ * 21 ] |
| 2011年（平成23年） | 12,506           | 6,314            | [ * 22 ] |
| 2012年（平成24年） | 12,730           | 6,411            | [ * 23 ] |
| 2013年（平成25年） | 13,038           | 6,569            | [ * 24 ] |
| 2014年（平成26年） | 12,757           | 6,411            | [ * 25 ] |
| 2015年（平成27年） | 13,106           | 6,582            | [ * 26 ] |
| 2016年（平成28年） | 13,459           | 6,753            | [ * 27 ] |
| 2017年（平成29年） | 13,733           | 6,877            | [ * 28 ] |
| 2018年（平成30年） | 13,881           | 6,948            | [ * 29 ] |
| 2019年（令和元年） | 13,910           | 6,973            | [ * 30 ] |
| 2020年（令和02年） | 10,449           |                  |          |
| 2021年（令和03年） | 11,006           |                  |          |
| 2022年（令和04年） | 11,760           |                  |          |
| 2023年（令和05年） | 12,393           |                  |          |
| 2024年（令和06年） | 12,777           |                  |          |

## 駅周辺
駅周辺には大きな商店街が3つ存在する。駅を出て右手、北側へ伸びるのが「サンモールえばら商店街」で都道420号線まで続いている。逆に左手、南へに伸びるアーケード通りが「なかのぶスキップロード（中延商店街）」で、大井町線・都営地下鉄浅草線の中延駅まで続いている。もう1つ、地図上で駅より50m程の所で池上線と交差するのが「昭和通り商店街」で、国道1号線から中原街道までを連絡している。以前は係員常駐の踏切で交差していた。
- 品川中延三郵便局
- 東急ストア 荏原中延店
- まいばすけっと 中延3丁目店・東中延店
- 大阪王将 荏原中延店
- 品川区荏原文化センター
- 品川区立荏原図書館
- 荏原郵便局
- 昭和大学病院附属東病院

## 隣の駅
東急電鉄
 池上線
戸越銀座駅 (IK03) - 荏原中延駅 (IK04) - 旗の台駅 (IK05)